# Список мостів через Дніпро
В списку подано всі існуючі мости (автомобільні та залізничні, крім тимчасових і понтонних) через Дніпро, згруповані за країною та розташовані по-порядку від витоків до гирла. При парі населених пунктів першим подається лівобережний населений пункт, другим — правобережний.
Скорочення:
- А — автомобільний міст
- З — залізничний міст
- Д — дерев'яний міст
- М — металевий міст
- ЗБ — залізобетонний міст
- м — метри

## Росія
| № п/п | Назва мосту                                          | Населений пункт                            | Тип мосту | Параметри мосту | Рік будівництва | Зображення                  |
| ----- | ---------------------------------------------------- | ------------------------------------------ | --------- | --- | --------------- | --------------------------- |
| 1     | —                                                    | Бочарово                                   | Піш.      | Дерев'яний на території заказника «Витік Дніпра»                                                                                            | —               | —                           |
| 2     | —                                                    | Домашенка — Болшево                        | А         | Водопропускна труба на місці колишнього дерев'яного мосту.                                                                                  | 2010-ті         |                             |
| 3     | —                                                    | Домашенка — Болшево                        | Піш.      | Дерев'яний. | 2010-ті         | —                           |
| 4     | —                                                    | Домашенка — Болшево                        | Піш.      | Дерев'яний. | —               |                             |
| 5     | —                                                    | Дніпровське — Нероново                     | А         | Залізобетонний. | 2014            |                             |
| 6     | —                                                    | Дніпровське — Нероново                     | А         | Залізобетонний. Довжина 30 м, ширина 7 м.                                                                                                   | —               |                             |
| 7     | —                                                    | Хонюки — Слєпцово                          | Піш.      | — | —               | —                           |
| 8     | —                                                    | Аносово — Аносовського Льнозавода          | А         | Залізобетонний. Довжина 60 м, ширина 8 м.                                                                                                   | —               |                             |
| 9     | —                                                    | Нахімовське — Герасимово                   | А         | Залізобетонний. | —               | Міст у Нахімовському        |
| 10    | —                                                    | Глушково — Федуркино                       | А         | Залізобетонний. Довжина 68 м, ширина 7 м.                                                                                                   | —               |                             |
| 11    | —                                                    | Казариново — Сельцо                        | А         | Залізобетонний. Довжина 68 м, ширина 10 м.                                                                                                  | —               |                             |
| 12    | —                                                    | Прудки — Надежда                           | А         | Залізобетонний. Довжина 222 м, ширина 14 м.                                                                                                 | 2004            |                             |
| 13    | —                                                    | Прудки — Надежда                           | А         | Залізобетонний. Довжина 210 м, ширина 16 м.                                                                                                 | 1937            |                             |
| 14    | —                                                    | Нікуліно — Забеліно                        | З         | Металевий. Довжина 120 м, ширина 15 м. | —               |                             |
| 15    | Висячий міст                                         | Мартинково — Верхньодніпровський           | Піш.      | Дерев'яний підвісний міст. | —               | Висячий міст                |
| 16    | —                                                    | Полібино — Єлисеєнки                       | А         | Залізобетонний. Довжина 100 м, ширина 6 м.                                                                                                  | —               |                             |
| 17    | Новий міст                                           | Дорогобуж — Івоніно (об'їзна дорога)       | А         | — | 1997            | Новий міст                  |
| 18    | Старий міст                                          | Дорогобуж                                  | А         | Залізобетонний. Довжина 205 м, ширина 7 м.                                                                                                  | До 1930         |                             |
| 19    | Соловйовська переправа                               | Коровники — Соловйово                      | А         | Залізобетонний. Довжина 200 м, ширина 7 м. Перша переправа на цьому місці відома з XVIII ст., відігравала важливу роль у Смоленській битві. | 1970            |                             |
| 20    | —                                                    | Єрдиці — Придніпровська                    | З         | Металевий. | —               |                             |
| 21    | —                                                    | Казарма 368 км — Соколья Гора              | З         | Металевий. Довжина 140 м, ширина 10 м. | —               |                             |
| 22    | —                                                    | Високе — Соколья Гора (об'їзна Смоленська) | А         | — | 1980-ті         |                             |
| 23    | Міст по вул. Степана Разіна («Хрестовоздвиженський») | Смоленськ                                  | А         | Монолітний залізобетонний чотирипролітний. Довжина 215 м.                                                                                   | 1978            | Міст по вул. Степана Разіна |
| 24    | Дніпровський міст                                    | Смоленськ                                  | А         | Залізобетонний трипролітний балочно-консольний. Довжина 153 м.                                                                              | 1961            | Дніпровський міст           |
| 25    | Пішохідний міст                                      | Смоленськ                                  | Піш.      | Висячий міст завдовжки 158 м паралельно до Дніпровського моста трохи нижче за течією.                                                       | 2013            | Пішохідний міст             |
| 26    | Петропавлівський міст                                | Смоленськ                                  | А         | Залізобетонний арочно-шарнірний. Довжина 166 м, ширина 18 м, висота над водою 17 м.                                                         | 1931—1941/ 1960 | Міст по вул. Дзержинського  |
| 27    | Гньоздовський міст                                   | Демидовка—Смоленськ (об'їзна)              | А         | Залізобетонний. Довжина 190 м, ширина 14 м.                                                                                                 | —               | Гньоздовський міст          |
| 28    | —                                                    | Миганово — Гусино                          | А         | Залізобетонний. Довжина 170 м, ширина 8 м.                                                                                                  | 1966            |                             |

## Білорусь
| № п/п | Назва мосту                           | Населений пункт                             | Тип мосту | Параметри мосту                                                                                       | Рік будівництва | Зображення                    |
| ----- | ------------------------------------- | ------------------------------------------- | --------- | --- | --------------- | ----------------------------- |
| 1     | —                                     | Дубровно                                    | А         | — | 1960-ті/2009    |                               |
| 2     | —                                     | Пашино — Придніпров'я (об'їзна Орші)        | А         | Залізобетонний. Довжина 198 м, ширина 11 м.                                                           | 1981            | —                             |
| 3     | Міст по вул. Могилівській             | Орша                                        | А         | Залізобетонний, довжина 197 м, ширина 15 м.                                                           | 1957            |                               |
| 4     | Міст по вул. Бобкова                  | Орша                                        | А         | Залізобетонний, довжина 240 м, ширина 10 м.                                                           | —               |                               |
| 5     | Залізничний міст                      | Орша                                        | З         | Металевий, довжина 207 м, ширина 6 м.                                                                 | —               | —                             |
| 6     | —                                     | Копись — Александрія                        | А         | Залізобетонний, довжина 160 м.                                                                        | 2007            |                               |
| 7     | —                                     | Шклов                                       | А         | Залізобетонний. Довжина 300 м, висота над водою 15 м.                                                 | 1962            |                               |
| 8     | —                                     | Павлівка — Поликовичі (об'їзна Могильова)   | А         | — | 1997            |                               |
| 9     | Залізничний міст                      | Могильов                                    | З         | Металевий фермовий. Довжина 760 м, висота над водою 15 м.                                             | 1936            |                               |
| 10    | Міст по вул. Корольова                | Могильов                                    | А         | Залізобетонний, найдовший у місті.                                                                    | 1996            |                               |
| 11    | Дніпровський міст імені Яшина         | Могильов                                    | А         | Залізобетонний восьмипрольотний. Довжина 286 м, ширина 10 м.                                          | 1959            |                               |
| 12    | Міст Шмідта                           | Могильов                                    | А         | Залізобетонний семипрольотний. Довжина 315 м, ширина 21 м.                                            | 1967            |                               |
| 13    | —                                     | Воронино — Бихов                            | А         | Залізобетонний. Довжина 420 м, ширина 7 м.                                                            | 1964            |                               |
| 14    | —                                     | Рогачов                                     | А         | Залізобетонний. Довжина 450 м, ширина 9 м. На реконструкції з 2020, поруч збудований тимчасовий міст. | 1959            |                               |
| 15    | —                                     | Александрівка — Лебедівка (об'їзна Жлобина) | А         | Довжина 448 м.                                                                                        | 2014            | —                             |
| 16    | —                                     | Александрівка — Лебедівка (об'їзна Жлобина) | А         | Залізобетонний. Довжина 453 м, ширина 10 м, висота над водою 10 м.                                    | 1970-ті         | —                             |
| 17    | —                                     | Жлобин                                      | З         | Металевий фермовий. Довжина 220 м, висота над водою 20 м.                                             | —               |                               |
| 18    | —                                     | Колибівка — Жлобин                          | З         | — | —               | —                             |
| 19    | —                                     | Сінна — Речиця                              | З         | Металевий фермовий. Довжина 337 м, ширина 5 м, висота над водою 10 м.                                 | —               |                               |
| 20    | —                                     | Дунай — Горошков                            | А         | Металевий. Довжина 390 м, ширина 7 м, висота над водою 19 м. Аварійний з 2017.                        | 1958            |                               |
| 21    | —                                     | Дунай — Горошков                            | А         | Металевий зі сталезалізобетонними прольотами. Довжина 419 м.                                          | 1988            |                               |
| 22    | Неданчицький залізничний міст         | Неданчичі — Нова Йолча                      | З         | Металевий фермовий. Довжина 786 м, ширина 8 м, висота над водою 12 м.                                 | 1930            | Неданчицький залізничний міст |
| 23    | Прикордонний перехід Славутич—Комарин | Шмаївка — Кірово                            | А         | — | не раніше 1987  | —                             |

## Україна
| № п/п | Назва мосту                                | Населений пункт                        | Тип мосту | Параметри мосту | Рік будівництва   | Зображення                               |
| ----- | ------------------------------------------ | -------------------------------------- | --------- | --- | ----------------- | ---------------------------------------- |
| 1     | Неданчицький залізничний міст              | Неданчичі — Нова Йолча                 | З         | Металевий фермовий. Довжина 786 м, ширина 8 м, висота над водою 12 м. | 1930              | Неданчицький залізничний міст            |
| 2     | Прикордонний перехід Славутич—Комарин      | Шмаївка — Кірово                       | А         | — | не раніше 1987    |                                          |
| 3     | Гребля Київської ГЕС                       | Осещина — Вишгород                     | А         | Залізобетонна. Довжина 288 м, ширина 7 м. | 1964              | Гребля Київської ГЕС                     |
| 4     | Північний міст                             | Київ                                   | А         | Однопілоновий вантовий заввишки 119 м. Довжина 816 м, ширина 31,4 м, висота над водою 20 м. | 3 грудня 1976     | Північний міст                           |
| 5     | Рибальський залізничний міст               | Київ                                   | З         | Фермовий. Загальна довжина 1418 м (з них над Дніпром бл. 550 м), висота над водою 20 м. | 9 листопада 1929  | Петрівський залізничний міст             |
| 6     | Подільський мостовий перехід               | Київ                                   | А+метро   | Загальна довжина 7100 м (з них над Дніпром бл. 350 м). | 1 грудня 2024     | Подільський міст                         |
| 7     | Парковий (пішохідний) міст                 | Київ                                   | Піш.      | Підвісний металевий (висота пілонів 32 м). Довжина 429 м, ширина 7 м, висота над водою 26 м. | 3 липня 1957      | Парковий (пішохідний) міст               |
| 8     | Міст Метро                                 | Київ                                   | А+метро   | Залізобетонний арковий консольний. Довжина 684,5 м, ширина 28 м, висота над водою 20 м. | 5 листопада 1965  | Міст Метро                               |
| 9     | Міст Патона                                | Київ                                   | А         | Сталевий суцільнозварний балковий. Довжина 1543 м, ширина 27 м, висота над водою 13 м. | 5 листопада 1953  | Міст Патона                              |
| 10    | Дарницький залізничний міст                | Київ                                   | З         | Металевий арковий. Довжина 1114 м, висота над водою 21 м. | 1949              | Дарницький залізничний міст              |
| 11    | Залізнично-автомобільний міст (міст Кірпи) | Київ                                   | А+З       | Металевий арковий. Довжина 1066,2 м, ширина 43,8 м, висота над водою 21 м. | 27 вересня 2010   | Міст Кірпи                               |
| 12    | Південний міст                             | Київ                                   | А+метро   | Однопілоновий вантовий заввишки 135 м. Довжина 1256 м, ширина 41 м, висота над водою 20 м. | 25 грудня 1990    | Південний міст                           |
| 13    | Трипільський міст                          | Українка                               | А         | Частина нової обхідної дороги Києва. | Проектується      |                                          |
| 14    | Гребля Канівської ГЕС                      | Канів                                  | А+З       | Залізобетонна. Довжина 350 м, ширина 9 м. | 1972              | Гребля Канівської ГЕС                    |
| 15    | Черкаська дамба                            | Благодатне — Черкаси                   | А+З       | Металевий фермовий міст довжиною 1174 м і шириною 7 м. Земляні греблі довжиною 10,5 км з лівобережного боку і 900 м з правобережного.                                                                   | 1960              | Черкаська гребля                         |
| 16    | Гребля Кременчуцької ГЕС                   | Світловодськ                           | А+З       | Довжина 265 м, ширина 18 м. | 1959              | Гребля Кременчуцької ГЕС                 |
| 17    | Крюківський міст                           | Кременчук                              | А+З       | Металевий двох'ярусний. Довжина 1350 м, ширина 7 м, висота над водою 7 м. | 21 грудня 1949    | Крюківський міст                         |
| 18    | Новий Кременчуцький міст                   | Кременчук                              | А         | Вантовий. | будується         |                                          |
| 19    | Гребля Середньодніпровської ГЕС            | Кам'янське                             | А+З       | Бетонна. Довжина 192 м, ширина 28 м. | 1964              | Гребля Дніпродзержинської ГЕС            |
| 20    | Лівобережний міст                          | Кам'янське                             | А         | Балковий. Довжина 13,5 км (з них над Дніпром 600 м). | 1996              | Лівобережний міст                        |
| 21    | Кайдацький міст                            | Дніпро                                 | А         | Залізобетонний. Довжина 1365 м (550 м з лівого берега до острова Намистанка і 815 м з острова на правий берег), ширина 30 м, висота над водою 18 м.                                                     | 10 листопада 1982 | Кайдацький міст                          |
| 22    | Амурський міст                             | Дніпро                                 | А+З       | Металевий двох'ярусний. Довжина 1395 м, ширина 15,5 м, висота над водою 12 м. | 18 травня 1884    | Амурський міст                           |
| 23    | Центральний міст                           | Дніпро                                 | А         | Залізобетонний балковий. Довжина 1478 м, ширина 21 м. | 5 листопада 1966  | Центральний міст                         |
| 24    | Мерефо-Херсонський міст                    | Дніпро                                 | З         | Залізобетонний арковий, у формі дуги. Довжина 1610 м, ширина 21 м, висота над водою 12 м. | 21 грудня 1932    | Мерефо-Херсонський міст                  |
| 25    | Південний міст                             | Дніпро                                 | А         | Залізобетонний. Довжина 1248 м, ширина 22 м. | 21 грудня 2000    | Південний міст                           |
| 26    | Гребля Дніпровської ГЕС                    | Запоріжжя                              | А         | Фермовий аванкамерний міст довжиною 180 м і шириною 10 м з лівобережного боку. Гребля довжиною 760 м, шириною 16 м і висотою 60 м. Залізобетонний арковий міст через шлюз довжиною 40 м і шириною 12 м. | 1 травня 1932     | Гребля Дніпровської ГЕС                  |
| 27    | Другий Преображенський міст                | Запоріжжя                              | А+З       | Чотириарковий двоярусний. Довжина — 560 м, висота над водою — 54 м. | 31 грудня 1952    | Другий Преображенський міст              |
| 28    | Новий міст через Дніпро та Старий Дніпро   | Запоріжжя                              | А         | Загальна довжина 9100 м (з них над Дніпром 660 м). | будується         | Новий міст через Дніпро та Старий Дніпро |
| 29    | Гребля Каховської ГЕС                      | Козацьке — Нова Каховка                | А+З       | Залізобетонна. Довжина 447 м. | 1972              | Гребля Каховської ГЕС                    |
| 30    | Антонівський міст (залізничний)            | пл. Пойма (Піщанівка) — Придніпровське | З         | Металевий фермовий. Довжина 460 м, ширина 10 м, висота над водою 18 м. | 31 грудня 1952    | Антонівський залізничний міст            |
| 31    | Антонівський міст (автомобільний)          | Олешки — Антонівка                     | А         | Залізобетонний балковий. Довжина 1288 м, ширина 25 м, висота над водою 15 м. | 1985              | Антонівський міст                        |